# La punizione di Tizio
La punizione di Tizio è un disegno su carta dell'artista rinascimentale italiano Michelangelo.

## Descrizione
Il disegno mostra la figura mitica di Tizio legato su una grande roccia sulla sommità della quale sembra esserci una specie di pianta o tronco d'albero con radici. Il tronco sembra avere un volto umano visto di profilo e la bocca appare completamente aperta come in un urlo. La roccia è l'unica indicazione di una posizione, poiché il primo piano e lo sfondo rimangono vuoti ad eccezione della linea dell'orizzonte. Il corpo di Tizio è attorcigliato con la testa all'indietro, mentre il braccio destro è legato sopra la testa e si presume che il braccio sinistro sia legato all'anca, perché la mano non è visibile. La gamba destra di Tizio giace in piano, mentre quella sinistra è sollevata, formando un angolo verso destra. Sopra Tizio c'è un avvoltoio delle dimensioni di un essere umano che si sporge sul corpo contorto di Tizio con l'ala quasi completamente estesa su entrambi i lati e la testa che si avvicina leggermente alla sezione centrale di Tizio.

## Tommaso de' Cavalieri
Il disegno di Tizio è uno dei numerosi disegni di presentazione che Michelangelo diede a Tommaso de' Cavalieri. De' Cavalieri era un giovane nobile romano che divenne molto amico di Michelangelo, dal 1532 fino alla morte dell'artista nel 1564.
Il rapporto tra i due uomini è stato scrutato dagli studiosi a causa del grande volume di corrispondenza intercorsa tra di loro. Michelangelo scrisse molte lettere al de' Cavalieri, insieme a poesie e ai disegni già citati. Nei numerosi sonetti che scrisse al de' Cavalieri, Michelangelo si riferiva all'«amore smisurato» che portava per il giovane nobile. Usò persino il nome Cavalieri in un gioco di parole per descrivere il suo affetto, affermando: «Sono tenuto prigioniero da un Cavalier armato».

## Possibile omoerotismo
I disegni che Michelangelo realizzò per de' Cavalieri erano opere d'arte complete e finite. Michelangelo gli diede la prima serie di disegni nel 1532. Questo gruppo è costituito dai disegni di Tizio e Ganimede. Gli studiosi hanno interpretato i due disegni di questo gruppo avere sfumature omoerotiche. Ad esempio, il personaggio di Tizio della mitologia aveva cercato di violentare Latona, la madre di Apollo. Per punizione, Tizio fu incatenato a una roccia nell'Ade, in modo che due avvoltoi potessero eternamente beccargli il fegato. Questo disegno potrebbe essere interpretato come una rappresentazione di struggimento e di un amore che non si realizzerà mai. Poiché il fegato viene continuamente beccato per poi ricrescere per l'eternità e il fegato viene spesso definito la "sede delle passioni", la scena potrebbe riferirsi all'amore non corrisposto di Michelangelo per de' Cavalieri.
Una simile interpretazione omoerotica potrebbe essere fatta per il disegno di Ganimede. Nella mitologia, Ganimede era un coppiere di Zeus, il quale cadde in una tale concupiscenza per il giovane coppiere che assunse la forma di un'aquila per portare Ganimede sul monte Olimpo e stare con lui. In questo contesto, Ganimede potrebbe rappresentare il giovane de' Cavalieri e l'aquila il maturo e prepotente Michelangelo. La scena potrebbe essere una rappresentazione visiva del desiderio fisico di Michelangelo per de' Cavalieri.
Avrebbe senso che Michelangelo avesse usato tali disegni, sonetti e lettere per professare il suo affetto a causa dello stigma sociale legato all'omosessualità. Anche se Firenze aveva una prevalente comunità omosessuale, la fede di Michelangelo non gli avrebbe permesso di essere aperto sui suoi sentimenti per il giovane nobile. Inoltre, Michelangelo era stato accusato numerose volte di avere relazioni con altri giovani. I disegni omoerotici avrebbero potuto essere un modo di esprimere i suoi sentimenti fuori dagli occhi del pubblico e lontano dai pettegolezzi.

## Possibili ausili per il disegno
Un'altra interpretazione di questo gruppo di disegni è che fossero didattici e creati allo scopo di insegnare al de' Cavalieri come disegnare. Questa interpretazione nasce da un commento del Vasari, secondo cui de' Cavalieri ricevette queste opere «perché stava imparando a disegnare». Inoltre, sul retro del disegno di Tizio, la figura è stata ridisegnata in una rappresentazione del Cristo risorto. Inizialmente si pensava che Michelangelo avesse eseguito il tracciato sul retro, ma alcuni studiosi ora pensano che il Cristo risorto sia stato completato da de' Cavalieri come esercizio di disegno. La mano di de' Cavalieri è stata più facilmente identificabile grazie alla scoperta di diversi suoi disegni, tra cui una copia della Caduta di Fetonte, che era un altro disegno di presentazione donatogli da Michelangelo.
Un altro aspetto dei disegni che suggerisce che fossero strumenti didattici è che tutti i quattro donati a de' Cavalieri (Tizio, Ganimede, La caduta di Fetonte e Il sognatore) hanno la figura principale rivolta in direzioni diverse. Ad esempio, Tizio ha la figura con la testa in giù rivolta a sinistra, mentre la figura de Il sognatore ha la testa in alto e a destra. Inoltre, la figura in Ganimede sta salendo verticalmente mentre la figura de La caduta di Fetonte sta cadendo a testa in giù. Questi quattro disegni in gruppo mostrano il corpo rivolto in tutte e quattro le direzioni cardinali e potrebbero essere serviti a mostrare a de' Cavalieri come raffigurare la forma maschile nuda in diverse posizioni di base.

## Conclusioni
I disegni di presentazione di Michelangelo per de' Cavalieri sono stati un argomento di interesse tra gli studiosi per la loro natura altamente rifinita e per le implicazioni che potrebbero avere sulla sessualità di Michelangelo. I disegni sono stati considerati espressioni di omoerotismo e anche strumenti didattici allo scopo di istruire de' Cavalieri su come disegnare. Inoltre, Tizio è diventato di particolare interesse in questo gruppo a causa della raffigurazione del Cristo risorto sulla parte posteriore. Lo scopo di questa figura sul retro insieme a chi l'ha disegnata è ancora sconosciuto agli studiosi e rimane un mistero.